# Слободищенська сільська рада (Бердичівський район)
Слободищенська сільська рада — колишня адміністративно-територіальна одиниця та орган місцевого самоврядування у Троянівському, Бердичівському районах і Бердичівській міській раді Житомирської і Бердичівської округ, Вінницької й Житомирської областей Української РСР та України з адміністративним центром у с. Слободище.

## Населені пункти
Сільській раді були підпорядковані населені пункти:
- с. Слободище

## Населення
Кількість населення ради станом на 1923 рік становила 2 878 осіб, кількість дворів — 605.
Відповідно до перепису населення СРСР, станом на 17 грудня 1926 року, чисельність населення ради становила 3 021 особу, з них за статтю: чоловіків — 1 452, жінок — 1 569, етнічний склад: українців — 2 995, євреїв — 10, поляків — 14, інших — 2. Кількість господарств — 651, з них несільського типу — 3.
Відповідно до результатів перепису населення СРСР, кількість населення ради станом на 12 січня 1989 року становила 1 004 особи.
Станом на 5 грудня 2001 року, відповідно до перепису населення України, кількість мешканців сільської ради становила 932 особи.

### Мова
Розподіл населення за рідною мовою за даними перепису 2001 року:
| Мова       | Відсоток |
| ---------- | -------- |
| українська | 98,93 %  |
| російська  | 1,07 %   |

## Склад ради
Рада складалася з 15 депутатів та голови.

### Керівний склад сільської ради
| ПІБ                      | Основні відомості                                                                | Дата обрання | Дата звільнення |
| ------------------------ | -------------------------------------------------------------------------------- | ------------ | --------------- |
| Лагута Микола Васильович | Сільський голова , 1956 року народження, освіта, безпартійний                    | 26.03.2006   | 31.10.2010      |
| вже другий               | Сільський голова , 1956 року народження, освіта середня спеціальна, безпартійний | 31.10.2010   | 25.10.2015      |

Примітка: таблиця складена за даними джерела

## Історія
Створена 1923 року в складі с. Слободище та хутора Бобрик П'ятківської волості Житомирського повіту Волинської губернії. Станом на 17 грудня 1926 року в підпорядкуванні значилися х. Ріг та сільськогосподарський кооператив Червона Гірка. Станом на 1 жовтня 1941 року с/г к-в Червона Гірка не перебував на обліку населених пунктів.
Станом на 1 вересня 1946 року сільська рада входила до складу Бердичівського району Житомирської області, на обліку в раді перебували с. Слободище та х. Ріг.
На 1 січня 1972 року сільська рада входила до складу Бердичівського району Житомирської області, на обліку в раді перебували села Ріг та Слободище.
9 грудня 1985 року с. Ріг зняте з обліку населених пунктів.
13 серпня 2018 року територію та населені пункти ради приєднано до складу Швайківської сільської територіальної громади Бердичівського району Житомирської області.
Входила до складу Троянівського (7.03.1923 р.), Бердичівського (27.06.1925 р., 28.06.1939 р.) районів та Бердичівської міської ради (15.09.1930 р.).